# ホセ・ロドリゲス・マルティネス
ホセ・ロドリゲス・マルティネス （Jose Rodriguez Martinez、1994年12月16日 - ）は、スペイン・バレンシア州アリカンテ県ビジャホヨーサ/ラ・ビラ・ホヨーサ出身のサッカー選手。ポジションはミッドフィールダー。アダナ・デミルスポル所属。レアル・マドリード時代の同僚のヘセ・ロドリゲスとは一字違いで別人。

## 経歴

### クラブ

#### レアル・マドリード
地元アリカンテ県最大のクラブであるエルクレスCFの下部組織を経て、2009年にレアル・マドリードの下部組織に入団した。その後は各年代別代表にも選出されるなど順調に昇格していき、2012年からレアル・マドリード・カスティージャでプレー。転機となったのは、当時のトップチームの監督であったジョゼ・モウリーニョに抜擢され、2012年10月31日に行われたコパ・デル・レイのCDアルコヤーノ戦に後半から途中出場、トップチームデビューを果たすとともにデビュー戦で初ゴールも決める活躍を見せた。12月2日のアトレティコ・マドリード戦でプリメーラ・ディビシオンデビューも飾り、12月4日のチャンピオンズリーグに出場、クラブ史上最年少（17歳と354日）でのチャンピオンズリーグデビューとなった（これまではラウール・ゴンサレスの18歳と2カ月であった）。しかし2013年5月20日にモウリーニョが解任されると、以後はトップチームに定着できず、再びカスティージャでプレーをした。

#### デポルティーボ・ラ・コルーニャ
分厚い選手層に阻まれ、トップチームに定着できず、2015年7月27日、デポルティーボ・ラ・コルーニャに1シーズンの契約でレンタル移籍。

#### ガラタサライ
ストーク・シティなどへの移籍も報じられたが、2015年7月31日にガラタサライに移籍。移籍金は発生しないが、契約期間中に他クラブへ移籍した際にその移籍金の50パーセントがレアル・マドリード側に支払われる契約と報じられている。

#### マインツ
2016年6月29日、マインツに移籍。契約期間は4年間。9月19日のFCアウクスブルク戦で移籍後初出場を果たすも、途中投入からわずか7分後にドミニク・コールに見舞ったタックルで一発退場。試合後DFBスポーツ裁判所から悪質性が高いとして5試合の出場停止処分が科された。その後は半ば戦力外となり、2017年1月31日、母国スペインのマラガCFへレンタル移籍が決定。2016-2017シーズン終了後にマインツに復帰。

#### マラガ
イスラエル・プレミアリーグのマッカビ・テルアビブFC、エールディヴィジ（オランダ1部リーグ）のフォルトゥナ・シッタートへのレンタル移籍を経て、2019年8月18日、マラガに完全移籍。3年契約を結ぶ。だがクラブの財政難により選手登録はされなかった。2020年1月、CFフエンラブラダへレンタル移籍。

#### マッカビ・ハイファ
2020年9月10日、マッカビ・ハイファFCに移籍した。

#### ロイヤル・ユニオン・サン＝ジロワーズ
2022年夏、ロイヤル・ユニオン・サン＝ジロワーズに移籍した。